# John Pierre Burr
John Pierre Burr (New Jersey, 24 agosto 1792 – Filadelfia, 4 aprile 1864) è stato un attivista ed abolizionista statunitense; fu leader della comunità di Filadelfia, Pennsylvania, attivo nel campo dell'istruzione e dei diritti civili degli afroamericani. Era figlio illegittimo di Aaron Burr, il terzo vicepresidente degli Stati Uniti, e di Mary Emmons, una governante haitiana nata a Calcutta, in India.

## Primi anni di vita e istruzione

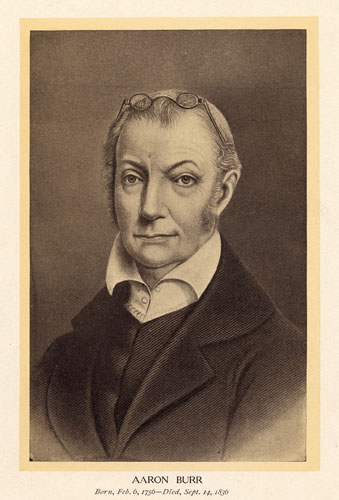
Un ritratto posteriore di Aaron Burr, circa all'inizio del 1800

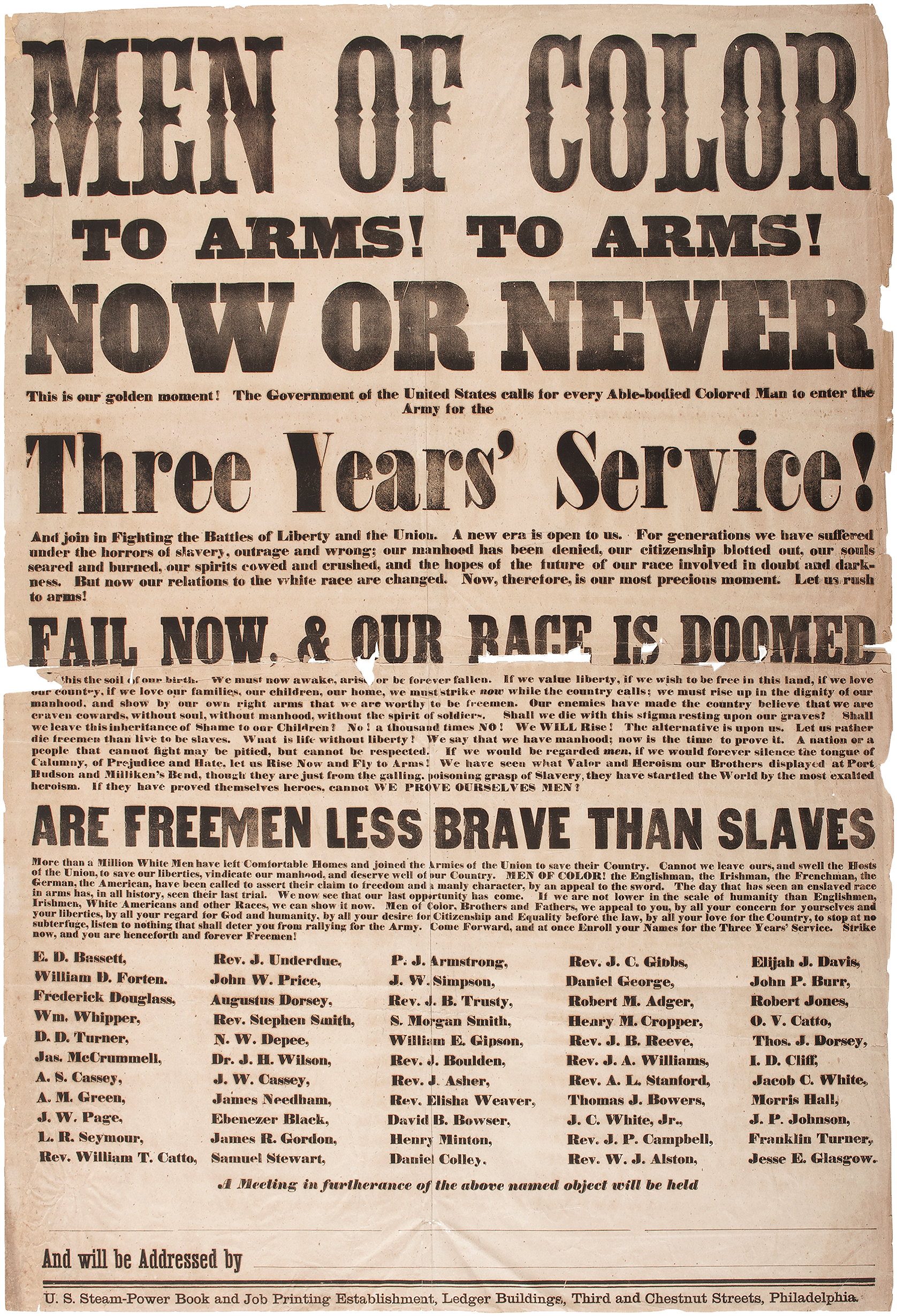
Giornale del 1863, con Burr come portavoce, che chiama alle armi gli uomini di colore.

In base ai racconti di alcuni contemporanei di Burr, alla tradizione orale e alle storie di famiglia dei discendenti di Burr, il politico Aaron Burr ebbe due figli illegittimi da una governante haitiana, che potrebbe essere stata anche un'indiana dell'Est, che lavorava nella sua casa di Filadelfia durante il suo primo matrimonio. John (o Jean) Pierre Burr, il più giovane dei due, nacque nel 1792 nel New Jersey o a Filadelfia da Mary Emmons, nota anche come Eugénie Beauharnais, una domestica o governante della famiglia del politico Aaron Burr e della sua prima moglie Theodosia Bartow Prevost. Prima di essere portata a Filadelfia, si dice che Mary/Eugénie abbia vissuto e lavorato ad Haiti o a Saint-Domingue; una prima fonte afferma che sia nata lì, mentre altre fonti suggeriscono che fosse originaria di Calcutta. Potrebbe essere stata portata a Filadelfia dal primo marito di Theodosia, Jacques Marcus Prevost, un ufficiale militare britannico di stanza nelle Indie Occidentali all'inizio del 1770.
Burr aveva una sorella maggiore, Louisa Charlotte Burr, nata nel 1788, anch'essa figlia di Aaron Burr e Mary Emmons. Louisa Burr lavorò per la maggior parte della sua vita come domestica nella casa della gentildonna di Filadelfia, Elizabeth Powel Francis Fisher, e dopo la sua morte, nella casa dell'unico figlio della signora Fisher, Joshua Francis Fisher. Louisa Burr sposò Francis Webb (1788-1829), membro fondatore della Pennsylvania Augustine Education Society, segretario della Haytien Emigration Society costituita nel 1824 e distributore del Freedom's Journal dal 1827 al 1829. Suo figlio, e nipote di John Pierre Burr, Frank J. Webb, scrisse il secondo romanzo pubblicato da un autore afroamericano, The Garies and Their Friends, pubblicato nel 1857.

## Carriera
Burr lavorava come barbiere nella città di Filadelfia e nel 1818 aveva un'attività in proprio, un negozio di barbiere per soli bianchi nella stanza d'ingresso della sua casa.
Era un abolizionista e un membro attivo della Underground Railroad di Filadelfia. In quanto stato libero, la Pennsylvania aveva abolito la schiavitù dopo la Rivoluzione e offriva la libertà agli schiavi portati nello stato volontariamente dai loro padroni. Inoltre, poiché confinava con gli stati dell'Alto Sud, lo stato e le sue vie d'acqua divennero meta di schiavi fuggitivi. Burr nascondeva i fuggiaschi nella sua casa. Poiché era di razza mista e di carnagione chiara, spesso accompagnava i rifugiati alla loro successiva tappa in città o nei dintorni. In caso di controversia con la polizia, Burr diceva semplicemente che stava portando il “suo uomo” (servitore personale) a fare una passeggiata.
Burr fu anche un organizzatore della Pennsylvania Anti-Slavery Society, una delle numerose organizzazioni per i diritti civili in cui fu attivo. Burr fece parte del Comitato di Vigilanza per aiutare direttamente gli schiavi fuggiaschi. Insieme ad altri membri della Pennsylvania Anti-Slavery Society, Burr aiutò a raccogliere fondi per la difesa di uomini incriminati per tradimento nella Contea di Lancaster, in Pennsylvania, per quella che all'epoca si chiamava Rivolta di Christiana del 1851, oggi nota come Resistenza di Cristiana. Il gruppo misto di bianchi e neri si era opposto agli U.S. Marshal e ai proprietari di schiavi che cercavano di catturare gli schiavi fuggitivi che vivevano nel sud della Pennsylvania; l'incidente faceva parte della resistenza popolare alla legge sugli schiavi fuggitivi del 1850. Dopo che il primo sospettato fu rapidamente assolto, il procuratore federale lasciò cadere le accuse contro gli altri imputati.
Le attività di Burr spaziarono dalla promozione dell'emigrazione dei neri americani ad Haiti, dopo la fondazione della repubblica, alla collaborazione con il giornale abolizionista The Liberator, pubblicato da William Lloyd Garrison a Boston e distribuito a livello nazionale. Si occupò di diritti civili, protestando contro l'esclusione dei neri liberi da parte della legislatura statale nel 1838 e dando rifugio agli schiavi fuggitivi.
Come presidente del consiglio di amministrazione dell'American Moral Reform Society, Burr contribuì alla pubblicazione della sua rivista, il National Reformer. Fu impegnato nel movimento della Convenzione Nera Nazionale all'inizio degli anni '30 del XIX secolo. Prestò servizio come funzionario della Mechanics' Enterprise Hall, del Moral Reform Retreat, un rifugio per donne afroamericane cofondato da Hetty Reckless e Hetty Burr, e dei Colored Citizens of Filadelfia. Collaborò con altri leader come Robert Purvis e il reverendo William Catto, padre di Octavius Catto.
Con alcuni soci Burr fondò l'Istituto Demosteneo di Filadelfia nella sua casa il 10 gennaio 1837. Inizialmente conosciuti come società letteraria, i suoi membri addestravano i giovani neri poco più che ventenni a prepararsi a parlare in pubblico, come un Toastmasters dell'epoca. A turno preparavano e tenevano discorsi, discutevano di argomenti politici di attualità e rispondevano alle polemiche degli altri membri. L'istituto doveva essere una sorta di scuola preparatoria in attesa che i membri acquisissero esperienza e capacità di parlare in pubblico. Nel 1841 l'Istituto contava 42 membri e la sua biblioteca aveva raccolto più di 100 opere scientifiche e storiche. The Demosthenian Shield, il suo giornale settimanale, fu pubblicato per la prima volta il 29 giugno 1841, con la collaborazione dello staff del Colored American, un giornale nero fondato all'epoca. Gli organizzatori raccolsero una lista di abbonamenti di oltre 1.000 persone per sostenere il giornale prima della pubblicazione del primo numero.
Burr si unì alla African Episcopal Church of St. Thomas a Filadelfia, fondata da Absalom Jones nel 1782 come prima congregazione episcopale nera. Burr lavorò con Jones, che fu ordinato nel 1804 come primo sacerdote episcopale nero, per costruire la seconda chiesa della congregazione. Burr aiutò anche a sviluppare i membri, tra i quali c'erano molti leader della comunità nera.
Grazie alle sue attività e alle sue capacità di leadership, Burr divenne un membro della classe elitaria dei neri liberi di Filadelfia. Fu tra coloro che firmarono il manifesto di Frederick Douglass “Uomini di colore alle armi” per il reclutamento durante la Guerra Civile. Incontrò anche membri dei Quaccheri, molti dei quali sostenevano l'abolizione, come John Greenleaf Whittier. Il poeta in seguito scrisse di Burr nelle sue lettere.

## Matrimonio e famiglia

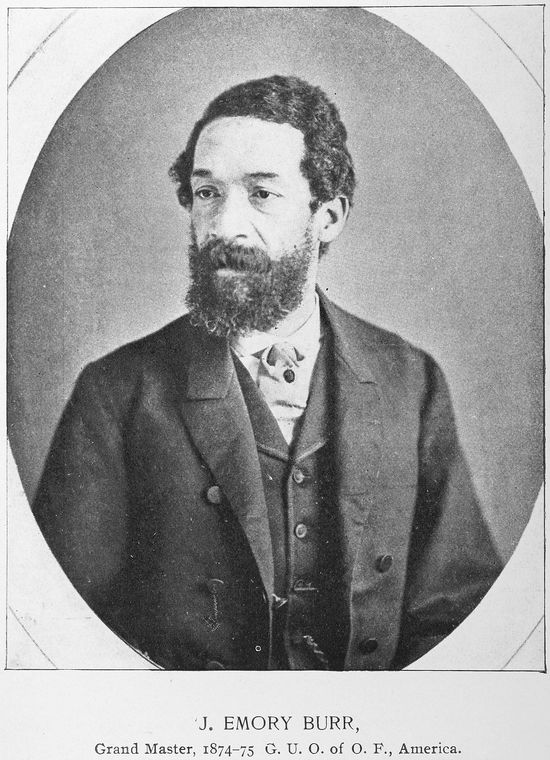
John Emory Burr, figlio di John Pierre Burr

Nel 1817 Burr sposò Hester Elizabeth (“Hetty”) Emory presso la Chiesa Episcopale Africana di St. Thomas a Filadelfia.
Hetty Burr fu la cofondatrice, insieme a Hetty Reckless, del Moral Reform Retreat, il primo rifugio di Filadelfia per le donne afroamericane “vittime di stupro”. Hetty si occupava anche di affari, aveva un ufficio di collocamento e nel 1860 era una sarta insieme alle figlie nubili Elizabeth e Louisa.
John e Hetty Burr ebbero almeno nove figli, tra cui John Emory, Julia Matilda, David, Edward, Martin, Elizabeth e Louisa. Edward e Martin lavoravano entrambi come falegnami. La famiglia condivideva l'impegno nella lotta antischiavista.
John Emory Burr divenne barbiere come suo padre e fu Gran Maestro del Grande Ordine Unito degli Odd Fellows in America, un'organizzazione fraterna. Fu anche presidente della Young Men's Union Literary Association di Filadelfia.
Secondo la Filadelfia Preservation Alliance, la casa di Burr si trovava tra la Quinta e Spruce Street, nella zona di Society Hill della città. Un discendente di Burr colloca invece la casa tra la Quinta e Locust (allora Prune) Street.

## Eredità
Aiutò molti rifugiati che fuggivano dalla schiavitù tramite la Underground Railroad. Insieme alla moglie e ad alcuni dei loro figli, fu attivo in organizzazioni confraternali che lavoravano per l'istruzione, la carità e i diritti civili della comunità afroamericana.
Le sue discendenti Mable Burr Cornish e Louella Burr Mitchell Allen conservarono e raccolsero documentazione, foto e storie orali che raccontano il suo periodo, la Prima Chiesa Episcopale Africana di St. Thomas e i successi suoi e della sua famiglia. Nel 2005 l'Associazione Aaron Burr li ha accolti nella famiglia dei discendenti. I documenti sono stati condivisi con l'Associazione Aaron Burr e le società storiche, per garantirne la conservazione.
Nel 2018 Burr e sua sorella Louisa sono stati formalmente riconosciuti dall'Associazione Aaron Burr come figli di Aaron Burr dopo che un test del DNA ebbe dimostrato un legame familiare tra i discendenti di John Pierre e Aaron Burr. Nel 2019 è stata inaugurata una nuova lapide nel Cimitero di Eden, che identifica John Pierre Burr come "Campione di giustizia e libertà, direttore della ferrovia sotterranea".